# Humanity: Hour I
Humanity - Hour 1 è un concept album della band hard rock/heavy metal tedesca Scorpions pubblicato in Europa nel maggio 2007 con la etichetta internazionale BMG e prodotto da James Michael e Desmond Child.

## Il disco
Il disco ha un suono più moderno rispetto ai predecessori ma non è comunque privo di pezzi rockeggianti come 321, Hour 1 e di ballate come Love Will Keep Us Alive. È stato pubblicato in Europa dalla BMG e in U.S.A. e Canada dalla New Door Records, diversamente dall'uscita in Europa Humanity - Hour 1 in U.S.A. e Canada venne pubblicato il 28 agosto 2007. Il disco fu registrato tra l'ottobre 2006 ed il febbraio 2007. Il primo brano, Humanity, è stato presentato la prima volta il 24 marzo 2007 a Bruxelles, Belgio per celebrare il 50º anniversario del trattato romano che fu la base per la comunità europea. L'album ha anche un proprio sito web, in cui i visitatori possono "chattare" con una donna androide. L'album è stato prodotto da James Michael e Desmond Child che hanno anche aiutato nella composizione delle tracce che formano Humanity - Hour 1. Il primo singolo tratto dal disco è stato Humanity.

## Tracce
1. Hour 1 - 3:26
2. The Game of Life - 4:04
3. We Were Born to Fly - 3:59
4. The Future Never Dies - 4:03
5. You're Lovin' Me to Death - 3:15
6. 321 - 3:53
7. Love Will Keep Us Alive - 4:32
8. We Will Rise Again - 3:49
9. Your Last Song - 3:44
10. Love Is War - 4:20
11. The Cross - 4:28
12. Humanity - 5:26

Tracce bonus
1. Cold - 3:52
2. Humanity (Radio Edit) - 4:06

## Singoli
- Humanity

## Formazione
- Klaus Meine - voce
- Matthias Jabs - chitarra
- Rudolf Schenker - chitarra
- James Kottak - percussioni
- Paweł Mąciwoda - basso

### Collaboratori
- Billy Corgan - parte vocale (The Cross)
- Eric Bazilian - chitarra (Love Will Keep Us Alive)
- John 5 - chitarra (Hour I)
- Russ Irwin - piano (The Future Never Dies)

## Classifiche
| Classifica (2007)       | Posizione massima |
| ----------------------- | ----------------- |
| Argentina               | 8                 |
| Austria                 | 41                |
| Belgio (Vallonia)       | 79                |
| Canada                  | 40                |
| Finlandia               | 29                |
| Francia                 | 16                |
| Germania                | 9                 |
| Giappone                | 16                |
| Grecia                  | 1                 |
| Italia                  | 44                |
| Messico                 | 94                |
| Paesi Bassi             | 91                |
| Repubblica Ceca         | 47                |
| Russia                  | 5                 |
| Spagna                  | 59                |
| Stati Uniti             | 63                |
| Stati Uniti (rock)      | 17                |
| Stati Uniti (top sales) | 63                |
| Svezia                  | 36                |
| Svizzera                | 27                |